# Paul Rieck
Paul Eduard Karl Rieck (* 7. August 1889 in Brunshaupten; † nach 1943) war ein deutscher SA-Führer. Er wurde vor allem bekannt als Verwaltungsführer der SA-Gruppe Berlin Brandenburg.

## Leben und Tätigkeit
Nach dem Besuch der Volksschule und einer Höheren Knabenschule wurde Rieck an einer Verwaltungsakademie ausgebildet. Ab 1910 war er im Militärverwaltungswesen beschäftigt.
Am Ersten Weltkrieg nahm Rieck als Feldzahlmeister (ab 1916 Regimentszahlmeister) teil. Während des Krieges erhielt er das Eiserne Kreuz beider Klassen. Anschließend wurde er in das provisorische 200.000-Mann-Heer übernommen, um zum 15. Mai 1920 aus dem Militär auszuscheiden.
In den Jahren 1920 bis 1922 stand Rieck im Polizeiverwaltungsdienst. Ab 1922 war er bei der Reichsmittelbehörde und ab 1927 bei der Reichszollverwaltung beschäftigt. In der letzteren erreichte er den Rang eines Oberbeamten der Zollverwaltung.
Zum 1. Dezember 1931 wurde Rieck in die Sturmabteilung aufgenommen. In dieser wurde er in rascher Folge zum Scharführer (12. Februar 1932), Truppführer (5. März 1932) und Sturmführer (1. Mai 1932) befördert.
Zum 1. Januar 1932 trat Rieck der NSDAP bei (Mitgliedsnummer 855.424).
Am 15. Juli 1932 wurde Rieck Referent IVa der Untergruppe Berlin-Ost. Zum 15. Oktober 1932 übernahm Rieck den Posten eines Untergruppengeldeverwalters für die SA-Untergruppe Berlin Ost, womit er in die Führungsriege der Berliner SA aufrückte.
Nach der Ernennung des Führers der SA-Untergruppe Berlin Ost, Karl Ernst, zum Führer der SA-Gruppe Berlin-Brandenburg im März 1933 wurde Rieck von Ernst zum 25. März 1933 als Verwaltungsführer der Gruppe eingesetzt. In dieser Stellung wurde er binnen kurzer Zeit zum Verwaltungs-Standartenführer (26. Mai 1933) und Verwaltungs-Oberführer (1. August 1933) befördert.
Als Verwaltungsführer der Berliner SA-Gruppe gehörte Rieck vom Frühjahr 1933 bis zum Sommer 1934 zum engsten Mitarbeiterkreis von Karl Ernst und oblag ihm verwaltungsmäßige Oberaufsicht und -leitung der zuletzt rund 200.000 Mann zählenden SA von Berlin und Brandenburg. Im Zuge der politischen Säuberungswelle der NS-Regierung vom Sommer 1934 (Röhm-Affäre) wurde Rieck in Haft genommen, aber anders als Ernst und andere leitende Mitarbeiter der Berliner SA nicht exekutiert.
Durch den Führerbefehl 61 wurde Rieck zum 1. Februar 1938 als Kassenverwalter der SA-Gruppe Südwest eingesetzt.
Seit dem 1. Juli 1938 führte er gemäß Führerbefehl Nr. 65 die Geschäfte des Kassenverwalters der SA-Gruppe Niederrhein. Durch den Führerbefehl 67 wurde er zum 1. November 1938 zum regulären Kassenverwalter der Gruppe ernannt. Bereits am 1. Dezember 1938 wurde Rieck als Kassenverwalter der SA-Gruppe Niederrhein beurlaubt, da er eigenmächtig der Obersten SA-Führung mitgeteilt hatte, dass sein Dienstvorgesetzter, der Führer der Gruppe, Heinrich August Knickmann, mit der Beförderung eines seiner, Riecks, Mitarbeiter in einen höheren Dienstrang einverstanden sei, ohne zuvor tatsächlich dessen Einverständnis eingeholt zu haben. Zudem wurde ihm vorgeworfen, gegen Knickmann intrigiert und diesen durch taktloses Verhalten und Gerüchtestreuerei desavouiert zu haben: So wurde ihm zur Last gelegt, die Behauptung verbreitet zu haben, dass sein Vorgesetzter sich nicht SA-mäßig verhalte, indem er drei Radios auf Kosten der Gruppe angeschafft habe und diese zu eigenen Zwecken verwende, so dass er sich wie ein „Generaldirektor der Systemzeit“ benehme, und diesen bloßgestellt zu haben, indem er einen Mitarbeiter laut vor anderen Mitgliedern des Gruppenstabes angewiesen habe, 3 RM vom Gehalt Knickmanns abzuziehen, da dieser es versäumt habe, Eintrittskarten für seine Frau und Tochter für eine S-Boxveranstaltung zu bezahlen. Knickmann wertete diese und ähnliche Handlungen Riecks als Schädigung seiner Autorität und seines Ansehens.
Von 1939 bis 1941 war Rieck in der Verwaltung der Adolf-Hitler-Spende für die Deutsche Arbeitsfront tätig. Anschließend war er in der Militärverwaltung tätig.
In der SA wurde Rieck zum 1. Mai 1939 der SA-Gruppe Hansa zur Verfügung gestellt. Durch den Führerbefehl 76 erhielt er zum 1. Februar 1941 als z.V.-Führer der SA-Gruppe Hochland versetzt und durch den Führerbefehl Nr. 84 zum 1. März 1943 als z.V.-Führer zur Gruppe Berlin-Brandenburg versetzt.

## Nachlass
Im Bundesarchiv haben sich Personalunterlagen zu Rieck erhalten: So namentlich im Bestand des ehemaligen eine SA-Gerichtsakte (SA-P Mikrofilm D 222, Bilder 249–909).